# Primeira Igreja Presbiteriana de Vila Velha
A Primeira Igreja Presbiteriana de Vila Velha, ou Primeira Igreja Presbiteriana do Brasil em Vila Velha, (PIPBVV) é uma igreja federada da Igreja Presbiteriana do Brasil, sob a e jurisdição do Presbitério de Vila Velha, e Sínodo Central Espiritossantense.
Nos anos de 1970, a igreja passou por três grandes cisões, de modo que quase sucumbiu. Na primeira, setenta e dois (72) membros adultos e onze (11) menores fundaram a Igreja Cristã Maranata,, na segunda, em menor grau, membros seguiram um diácono dissidente que apropriou-se duma Congregação, na terceira, iniciada na Primeira Igreja Presbiteriana de Vitória, que ficou com apenas trinta e oito (38) membros fiéis à Igreja Presbiteriana do Brasil, muitos membros, incluindo o então pastor titular (Rev. Guilherme Ataualpa de Montezuma Breder), fundaram a Igreja Presbiteriana Unida do Brasil.
Apesar dos grandes cismas, a igreja foi mãe de mais de dez congregações.

## História
Congregação Presbiteriana de Vila Velha
A igreja é fruto de trabalho evangelístico iniciado em 1929 por membros da Primeira Igreja Presbiteriana de Vitória, logo após a fundação desta última (26 de dezembro de 1928). Em 3 de fevereiro de 1929 foi realizada a primeira Escola Bíblica Dominical.
Em 1948, numa quinta-feira por mês, o Rev. Renato Ribeiro dos Santos, da Primeira Igreja Presbiteriana de Vitória (IPBVIT) visitava e assistia à igreja, dirigindo o culto à noite. No geral, os cultos eram dirigidos pelos presbíteros regentes Daniel Botelho, Durval Conti, Joel de Oliveira Lima e Manoel dos Passos Barros, enquanto ainda Congregação Presbiteriana da IPBVIT.
Organização da Congregação em Igreja Presbiteriana de Vila Velha
Era membro da igreja o Sr. Abílio Teixeira Gueiros, juntamente com sua família (incluindo seus filhos Jedaías, futuro pastor titular da PIPBVV, e Gedelti). Por ser dono de uma grande padaria, a igreja ficou conhecida como "a Igreja de Seu Abílio" e, para o Dr. Joel Ribeiro Brinco, "apelido que persistiu por longos anos, mesmo depois da Congregação ter sido transformada em Igreja".
A igreja, naturalmente, passou a crescer e necessitou da construção de um templo, quando ainda Congregação, no mesmo lugar em que funcionava a Congregação. Com este fato, a igreja, segundo BRINCO, "passou a se reunir do quintal da residência do Sr. Abílio Gueiros [já citado], à Rua Henrique Moscoso, próximo à Igreja Adventista, onde, nas tardes de domingo, debaixo de umas mangueiras, funcionava a Escola Dominical". Os próprios membros contribuíam com a construção, inclusive com esforços físicos.
Aos 19 de janeiro de 1954 a Congregação foi organizada em Igreja, chamada, até 1959, de "Igreja Presbiteriana da Cidade do Espírito Santo (antigo nome de Vila Velha), quando a Cidade do Espírito Santo tornou a ser chamada de Vila Velha. O Rev. Jedaías Victalino Teixeira Gueiros, filho do Sr. Abílio Gueiros, foi eleito Pastor Evangelista, cargo no qual permaneceu até 1959 (foi eleito, em Assembleia Extraordinária, Pastor Titular para o período de 1960 e 1962, sem concorrência). Foram eleitos Presbíteros Regentes os Senhores Annibal Brinco Filho (pai do Dr. Joel Ribeiro Brinco), Ovídio Beiriz de Matos e Abílio Teixeira Gueiros, enquanto o filho deste último, Gedelti Gueiros, juntamente com Adaías Heringer da Silva e Ruy Carlos de Matos, foi eleito diácono. Mais de quarenta (40) pessoas inauguraram seu rol de membresia.
Muito embora tivesse sido eleito para exercer a titularidade da PIPBVV pelo período de 1960 a 1962, o Rev. Jedaías Gueiros renunciou o mandato, o qual tinha conquistado sem concorrência, para surpresa da igreja, "transferindo-se para a Igreja Presbiteriana de Guarús", no Estado do Rio de Janeiro,de modo que a PIPBVV ficou sem pastor, mas sendo auxiliada pelo Rev. Renato Ribeiro dos Santos no ano de 1960, sendo este substituído no ano seguinte pelo Rev. Orlando Sathler.

## Primeira Cisão: os Gueiros e a Igreja Cristã Maranata
"A Igreja de Seu Abílio"
Proprietário da única padaria local, Abílio Teixeira Gueiros era muito conhecido pela comunidade local e, frequentando ele a PIPBVV, esta era, pela comunidade, conhecida como "Igreja de Seu Abílio". Não obstante, "a família Gueiros era a mais proeminente na comunidade presbiteriana de Vila Velha", uma vez que sua esposa, Sra. Sarah Victalino Gueiros, fazia parte da Sociedade Auxiliadora Feminina (SAF), sendo, "quase sempre, sua presidenta". Tanto ele quanto sua esposa eram professores na Escola Dominical. Seus filhos eram Rev. Jedaías (juiz), Jabes (advogado), Sara (educadora e esposa de Edward Hemming Dodd), Gedelti (dentista), Jerusa (professora da UFES) e Edna Júnia (pedagoga).
Jedaías Victalino Teixeira Gueiros, como supramencionado, foi o primeiro Pastor Titular da PIPBVV.  Gedelti organizou a União da Mocidade Presbiteriana (UMP), da qual foi seu primeiro presidente, além de exercer o cargo de diácono e, posteriormente, presbítero, como seu pai, chegando, também, à superintendência da Escola Dominical. Ainda segundo BRINCO, no "púlpito, quando o Pastor Jedaías não pregava, pregava seu irmão Gedelti ou alguém designado pela família Gueiros". Jabes Gueiros foi diácono. A esposa do Rev. Jedaías, Sra. Nelly Rabelo Gueiros, foi regente do Coral e supervisora da Liga Juvenil. Jurama Barros Gueiros, esposa de Gedelti, foi presidente da SAF em 1963, sendo substituída em 1964 por sua cunhada, Jerusa Gueiros Samú.
Eleição para Pastor Titular - o berço da primeira Cisão
Tudo corria nos conformes, apesar da supremacia dos Gueiros, até que em 28 de novembro de 1965 ocorreu a eleição para Pastor Titular. Concorreram para a dita eleição os Reverendos Sebastião Bitencourt dos Passos, vindo do sul do Estado do Espírito Santo, pouco conhecido em Vila Velha, e Jedaías Victalino Teixeira Gueiros, recém-chegado do Rio de Janeiro, para onde tinha sido transferido após sua renúncia à titularidade da PIPBVV cinco anos antes.
Naquele ínterim, haviam-se juntado à igreja novas famílias e membros, mas os Gueiros continuavam conhecidos e, até certo ponto, influentes. O Rev. Jedaías já era conhecido por muitos, de modo que era impensável outro resultado que não sua vitória na eleição para pastor titular. No entanto, por 62 votos contra 41 votos, o Rev. Sebastião Bitencourt dos Passos é eleito titular.
Fora um duro golpe e, segundo Dr. Joel Brinco, "a família Gueiros, liderada por Gedelti e seu pai, Abílio, inconformada com a eleição do Rev. Sebastião Bitencourt dos Passos (...), fez de tudo para anular a elição junto ao PVTR - Presbitério de Vitória. Influente naquele presbitério, conseguiu, em parte, seu intento, pois o Presbitério acabou não aprovando a eleição do Rev. Seastião (...) em virtude de preceitos constitucionais [Constituição da Igreja Presbiteriana do Brasil] indispensáveis.' Tais preceitos' nunca foram satisfatoriamente explicados pelo Presbitério". No entanto, o Presbitério atendeu o desejo da maioria da PIPBVV e manteve o Rev. Sebastião à frente da igreja, mas como Pastor Evangelista, tendo assumido o cargo aos 3 de maio de 1966 perante Conselho da Igreja.
A PIPBVV contava, em 1966 com oito presbíteros, a saber: Abílio Teixeira Gueiros, Alcary Simões, Amadeu de Oliveira Nascimento, Aníbal Brinco Filho, Gedelti Victalino Teixeira Gueiros, Leôncio Antônio Medeiros (Vice-Presidente do Conselho da Igreja), Manoel Gomes Pereira e Wilson Barbosa dos Santos. Destes oito, três estavam contra o Rev. Sebastião (Abílio, Alcary e Gedelti), enquanto que o Rev. Sebastião contava com apoio dos cinco restantes (Amadeu, Aníbal, Leôncio, Manoel e Wilson). Ocorre que, aos 21 de maio de 1966, o Conselho da Igreja se reuniu sem a presença dos presbíteros Abílio, Alcary e Gedelti, uma vez que estavam sem pastor efetivo desde 28 de novembro do ano anterior, quando da suspensão da eleição, a fim de solicitar ao Presbitério de Vitória para que "lhe designasse Pastor-Efetivo pelo período de três anos, tendo seu pedido atendido, sendo o Rev. Sebastião designado para o cargo até a data de 23 de maio de 1969".

Congregação Presbiteriana de Cruz do Campo - "A Toca"
Em 18 de dezembro de 1966, Gedelti elogiou o desempenho do Rev. Sebastião, na reunião do Conselho, além de prestar-lhe "votos de sucesso para o ano de 1967. Tais votos nunca foram marcados pela sinceridade pois a grande oposição ao Pastor Sebastião começou, exatamente, no início daquele ano de 1967, encabeçada por Gedelti".
Em 1º de maio de 1967, a Congregação Presbiteriana de Cruz do Campo foi organizada e Itamar Médice esteve por responsável dela, até ficar sob responsabilidade de Alcary Simões, que era influenciado, segundo Dr. Joel Brinco, por Gedelti, que financiava a construção da congregação sob a roupagem de "ofertas voluntárias".
Na referida Congregação, Gedelti e Abílio, ainda segundo BRINCO, "comandavam uma rebelião no seio da Igreja [Presbiteriana de Vila Velha], contra o Rev. Sebastião, chegando a exercer sua má influência sobre quase metade dos membros. Tentavam introduzir doutrinas alheias ao presbiterianismo, dando ênfases à revelações, profecias e dons de línguas". Tentaram influenciar a Congregação do Bairro da Glória, mas sem sucesso, diferente de Cruz do Campo.
Na Semana Santa de 1967, o Rev. Sebastião foi impedido de pregar naquela Congregação por Alcary Simões e Itamar Médice, a fim de que o Pr. Jonas José Marques, da Igreja Congregacional, mas simpatizante com o pentecostalismo, pregasse. O reverendo foi impedido por três sábados naquela oportunidade. Conforme relato de Joel Ribeiro Brinco, testemunhado pelo Sr. Valentim Pinto da Vitória, o Sr. Teodolino Vieira disse ao Rev. Sebastião que "a doutrina pregada na Congregação de Cruz do Campo era a 'busca do batismo com o Espírito Santo e os dons espirituais, de acordo com o Movimento de Renovação  Carismática'  e  que a liderança da Congregação convidava pregador e à revelia do Conselho da Igreja. Ao final, chamou o Pastor de 'Editor de Bula Papal' e responsável por todos os problemas da Igreja Presbiteriana de Vila Velha, por ter vetado uma série de pregações de Jonas Marques na sede da Igreja".
O Rev. Sebastião cede à pressão e deixa a Congregação sob o domínio do Gueiros. No entanto, o Rev. Sebastião denunciou tais fatos ao Presbitério, que, prontamente, criou uma Comissão para averiguação, formada pelos reverendos (presbíteros docentes) Francisco da Silva Neto, Wellsse Guida e Rubens Duarte Albuquerque e pelos presbíteros regentes Jaime Cláudio e Manoel dos Passos Barros (sogro de Gedelti. Na denúncia, o Rev. Sebastião solicitou seu afastamento temporário (60 dias) do Conselho da Igreja para evitar confrontos.
Como resposta às acusações, foi redigido o seguinte abaixo-assinado:
“Nos, abaixo assinados, membros da Igreja Presbiteriana de Vila Velha, e presbíteros eleitos, desejamos expressar formal e enfaticamente, nossa discordância pela maneira com que estamos sendo tratados, especialmente usando nosso “direito de protestar” contra a resolução do Presbitério em sua reunião extraordinária que resolveu, sem motivo que se possa justificar, isto é, sem documento legal, ou coisa semelhante, convocar o Conselho sob a tutela ou assessoramento de membro desse Concílio. Não podemos, Sr. Presidente, entender qual a finalidade e objeto de tal convocação, feita fora dos limites de nossa jurisdição e ainda sem o necessário discernimento da matéria a ser tratada, em meio a convocação e exercício pleno do Presbitério. Estranhamos que, em tão longa vida deste Conselho, só agora e de modo improvisado, fôssemos convocados para uma reunião de cuja agenda nada podemos informar, pois não temos conhecimento da existência de qualquer papel tramitado por esta competente via. Assim afirmando, queremos levantar nosso protesto por qualquer por qualquer resolução que se venha praticar sob qualquer pretexto ou razão, especialmente por assuntos que não foram considerados preliminarmente por este Conselho ou que fira o preceito legal da Constituição da Igreja (CI) no seu artigo 63, que ensina aos neófitos: “Nenhum documento subirá a qualquer Concílio…” Qualquer atitude assumida por infringência de nossa Lei Magna, reguladora de nosso comportamento, será por nós considerada nula, pleno 'jure ex-vi' o artigo 14, que diz: 'São nulas de pleno direito quaisquer disposições que, no todo ou em parte, implícita ou expressamente, contrariem ou ferirem a CI da Igreja Presbiteriana do Brasil.' Vila Velha, 4 de julho de 1967. Ass: Gedelti Gueiros, Abílio Gueiros e Alcary Simões". – "Igreja Presbiteriana de Vila Velha: 50 anos de história
Não obstante, Gedelti, desta vez sozinho, afirma "ipsis literis":
“Gedelti V. T. Gueiros, abaixo assinado, membro deste Conselho e representante da Igreja junto ao Presbitério, no uso de suas atribuições constitucionais da Igreja Presbiteriana do Brasil, vem com respeito, protestar e denunciar o seguinte: “O Rev. Sebastião Bitencourt dos Passos apresentou à Comissão Executiva do Presbitério de Vitória queixa contra presbíteros da Igreja de Vila Velha que, para maior esclarecimento, podemos dividir em duas partes: 1ª) Queixa contra três presbíteros: Abílio, Gedelti e Alcary. 2ª) Queixa contra suposta infiltração do Movimento de Renovação Espiritual. O referido Pastor não deu ciência ao Conselho do encaminhamento desse papel, ficando ilegal qualquer reunião que venha tratar deste assunto com a presença do Presbitério ou Comissão Especial, sem o convite do nosso Conselho, pois a CI no artigo 63 diz: “Nenhum documento subirá a qualquer Concílio, se não for por intermédio do inferior competente, salvo quando este se recusar a encaminhá-lo”. O artigo 19 do Código Disciplinar (CD) estabelece o seguinte: “Compete aos Conselhos processar e julgar originariamente membros e oficiais da Igreja". Não sendo maioria do Conselho implicada na queixa, nem tão pouco ministro, não poderá prevalecer o artigo 45 do CD, nem o artigo 20, que diz: “Compete ao Presbitério: I – Processar e julgar originariamente: a) Ministros; b) Conselhos”. O artigo 81, letra c da CI, usado como pretexto da referida reunião, está mal empregado à luz das razões acima expostas e, por este motivo, deixo de reconhecer a legalidade da reunião do Conselho, pedindo que o referido protesto seja inserido na ata desta sessão nos termos em que está redigida. OBS: Requeiro, em tempo, que seja encaminhado ao Presbitério cópia do presente protesto. Para clareza firmo o presente. Ass: Gedelti Victalino Teixeira Gueiros (presbítero)".

– "Igreja Presbiteriana de Vila Velha: 50 anos de história
O Presbitério decidiu por determinar que, naqueles tempos, os membros se abstivessem de enveredarem-se pelos caminhos do pentecostalismo, sabatismo e de permitir de não-presbiterianos assumissem os púlpitos. Tais recomendações não foram seguidas pelos rebeldes Abílio, Gedelti e Alcary. A própria Igreja Cristã Maranata afirma que seu primeiro culto oficial foi aos 31 de outubro de 1967, sendo que o Presbitério somente reconheceu a cisão em 29 de dezembro do mesmo ano. Aos 3 de janeiro de 1968 a nova denominação era organizada com o nome de "Igreja Cristã Presbiteriana" (nome mantido até 1980). Em 22 de janeiro de 1968, o presbítero Manoel dos Passos Barros, quem editou a ata de organização e o primeiro estatuto da denominação, registra em cartório. Para organização da igreja, valeram-se o Rev. Milton Leitão, que havia sido excluído da Igreja Presbiteriana do Brasil, que se refugiou ali, até ser dispensado. Arrependido, o Rev. Milton Leitão voltou ao seio presbiteriano.
Seguiram Gedelti, que apropriou-se da Congregação de Cruz do Campo (na mesma localidade, a PIPBVV adquiriu outro imóvel posteriormente), mais de 70 membros adultos e 11 menores. Até 1970 alguns irmãos retornaram, como Delson Azevedo da Silveira, Luiz Gonzaga de Almeida  e o próprio Alcary Simões. Acontece que o Rev. Jedaías Gueiros acompanhou sua família, mas lá não permaneceu muito tempo. Tornou-se juiz, conforme diz o Dr. Joel Ribeiro Brinco em sua biografia.

## A segunda cisão: Diácono Jairo Ribeiro Costa
Após a saída de Gedelti e seus mais de 80 seguidores, dos quais alguns retornaram nos anos posteriores, em 28 de abril de 1968 foram eleitos 3 novos presbíteros regentes para ocuparem os cargos que Abílio, Alcary e Gedelti deixaram vagos. Os presbíteros foram os Srs. Aylton Gomes Pereira, Dr. Joel Ribeiro Brinco e Ruy Carlos de Mattos Griffo, tendo sido ordenados ao cargo em 2 de junho de 1968. Ao que parecia, tudo havia voltado à normalidade.
Conforme denuncia Brinco, havia ainda na igreja a influência do "Movimento de Renovação Espiritual", principalmente entre o Sr. Jairo Ribeiro Costa e a Sra. Nilza Silveira Costa, sua esposa. Estes, em julho de 1968 foram aconselhados sobre a impossibilidade de abraçar totalmente aquele movimento e o presbiterianismo ao mesmo tempo. No ano seguinte, Jairo ficou responsável por um ponto de pregação em sua residência e, após sua autonomeação e a concessão do Conselho da PIPBVV, tornou-se Superintendente da Escola Dominical. Em março de 1970 foi empossado ao cargo de diácono. Jairo, então, teria "doado" um terreno, ao lado de sua casa, para o funcionamento da congregação. Após a autorização do Conselho e o funcionamento da Congregação no novo templo. Ignorou diversas intimações do Conselho, até que, após anunciar que "não voltaria mais ao Conselho quando convocado", foi excluído do rol de membros da PIPBVV. Foi seguido por sua esposa e mais três varões, cada qual com sua respectiva família. Todos também foram excluídos do rol de membros da PIPBVV.

## Terceira cisão: Eleição para o Supremo Concílio, Igreja Presbiteriana Unida do Brasil e Rev. Breder
Adepto do Comunismo, o Rev. Guilherme Ataualpa de Montezuma Breder, com o golpe de Estado no Brasil em 1964, foi demitido do INCRA. Alguns anos depois demonstrou interesse ao Ministério da Palavra e comunicou-o ao Conselho da PIPBVV. Tanto ele, quanto Enoelmo Farias Albuquerque foram aprovados para tornarem-se seminaristas da igreja.
Após o Rev. Sebastião Bitencourt dos Passos aceitar o convite para pastorear a Primeira Igreja Presbiteriana de São Bernardo do Campo, no Estado de São Paulo. Tal fato serviu de ensejo para o já Rev. Breder candidatar-se a pastor titular da Primeira Igreja Presbiteriana de Vila Velha. De 1971 a 1973 foi designado pelo Presbitério de Vitória para o cargo de Pastor Evangelista. Sob sua liderança foi construída a Igreja Presbiteriana da Glória. Segundo Brinco, "solteiro, [Breder] exerceu grande influência junto à mocidade da Igreja".
No entanto, em 1974 a Igreja Presbiteriana do Brasil, como um todo, enfrentaria turbulência... Naquele ano houve eleição para a presidência do Supremo Concílio e, àquela data, o Rev. Boanerges Ribeiro já estava no cargo há dois mandatos (1966-1970 e 1970-1974). Ocorre que este estava concorrendo à sua segunda reeleição. Tal fato desagradou muito tanto a Primeira Igreja Presbiteriana de Vitória, sob o governo do Rev. Eduardo Ramos Coelho, quanto outras Igrejas Presbiterianas, como a Igreja Presbiteriana do Maruípe, sob os cuidados do Rev. Wellste Guida. Era Presidente do Presbitério de Vitória o Presbítero (regente) Cephas Rodrigues Siqueira.
Com a reeleição do Rev. Boanerges Ribeiro para o terceiro mandato (1974-1978), o Presbitério de Vitória rebela-se e separa-se da Igreja Presbiteriana do Brasil. O líder da rebelião era o próprio Presb. Cephas, que foi seguido pelos Revs. Eduardo Ramos Coelho e Wellste Guida, já mencionados, bem como o Rev. Guilherme Breder, da PIPBVV. Deram origem à Igreja Presbiteriana Unida do Brasil.
O Presbitério de Vitória passa a visitar as igrejas que estavam sob sua jurisdição, com o intuito de conquistar adeptos. Não é recebido na PIPBVV. Esta, por meio de seu Conselho, pressionou o Rev. Breder para que se posicionasse acerca da já sabida cisão do Presbitério. Naquela época, em 13 de outubro de 1974, o Conselho da Igreja é comunicado pelo Supremo Concílio que a PIPB de Vila Velha pertenceria ao Presbitério de Belo Horizonte, Minas Gerais. Após reuniões, Breder foi afastado de suas funções.
A IPUB, nova denominação, decorrente do Presbitério de Vitória, apropriou-se dos templos das Igrejas Presbiterianas de Vitória (à Rua Sete de Setembro), de Maruípe, do Ibes e do Ataíde, conforme relato de Brinco. Breder, tão logo, assumiu sua homossexualidade e filiou-se ao Partido Democrático Trabalhista (PDT), candidatando-se ao cargo de senador pelo Estado do Espírito Santo, sem obter vitória. Falecera anos mais tarde, vítima de AIDS.

## O remanescente e o reflorescimento da PIPBVV
Com a saída de Breder, a PIPBVV ficou sem pastor durante o ano de 1975, sendo administrada pelos Presbíteros Manoel Gomes Pereira e, quando este ausente, Joel Ribeiro Brinco. Deste modo, quando necessitavam de celebrações típicas de presbíteros docentes (pastores), recebiam auxílio dos Revs. Rafael Leonor, José Francisco de Jesus Filho e Milton Othon de Albuquerque Leitão (que havia retornado da Igreja Cristã Maranata). Este último, em 22 de janeiro de 1976, fora reintegrado como pastor à Igreja Presbiteriana do Brasil e, pelo Presbitério de Belo Horizonte, designado para ser pastor das Igrejas Presbiterianas de Vila Velha, Itacibá e Paul.
O Presbitério Central do Espírito Santo - PCES fora organizado em 31 de outubro de 1976 e teve como seu primeiro Presidente o Rev. Francisco da Silva Neto. Era formado pelas Igrejas Presbiteriana de Vila Velha, Afonso Cláudio Andorinhas, Cobilândia, Ilha do príncipe, Itacibá, Jardim América e Paul, além das Primeira e Segunda de Vitória.
Dali em diante a Primeira Igreja Presbiteriana de Vila Velha pôde exercer suas atividades sem grandes movimentações em seu meio. Enviou missionários para Escócia, Bolívia e França, além de ter sido mãe de muitas outras Igrejas organziadas, sustentando, ainda, duas congregações. Neste ínterim, muitos membros dissidentes que seguiram Gedelti, Jairo e Breder retornaram. Desde 2013, está à frente da Igreja o Rev. Epaminondas Lopes da Silva.

## Projetos Sociais
A PIPBVV é conhecida, também, por seus projetos sociais, dentre os quais destacam-se:
1. Associação de Prevenção e Assistência aos Dependentes de Drogas - APPAD (fundação em 24 de novembro de 2011;
2. Associação Evangélica Pró-Meninos e Meninas de Rua - ASSEMER (fundação em 26 de março de 1990);
3. AMIE - Projeto Criança Feliz (2004);
4. Ministério "Conviver" (2009).

## Igrejas-filhas, Congregações e Missões
Igrejas-filhas:
- Igreja Presbiteriana de Ataíde
- Igreja Presbiteriana da Glória
- Igreja Presbiteriana da Barra do Jucu
- Igreja Presbiteriana Nova Jerusalém (antiga Congregação de Cruz do Campo). Organizada em 24 de fevereiro de 1994, com 54 membros;
- Igreja Presbiteriana do Ibes
- Igreja Presbiteriana Jaburuna
- Igreja Presbiteriana Coqueiral de Itaparica
- Igreja Presbiteriana Praia de Itaparica[28]
- Igreja Presbiteriana Praia de Itapoã[29]
- Igreja Presbiteriana Praia da Costa

Congregações:
- Igreja Presbiteriana de Terra Vermelha
- Igreja Presbiteriana de Ulysses Guimarães

Missões:
Tem, ainda, como missionários o Pr. Geraldo Batista Neto e a irmã Gláucia Batista na Bolívia, além do Pr. Marcos Antonio Farias de Azevedo e da irmã Priscila Azevedo na França.

## Pastores Titulares
|     | Pastor Titular | Mandatos        |
| --- | --- | --------------- |
| 1º  | Rev. Jedaías Victalino Teixeira Gueiros                                                                                         | 1954-1959       |
| 2º  | Rev. Renato Ribeiro dos Santos                                                                                                  | 1960            |
| 3º  | Rev. Orlando Sathler | 1961            |
| 4º  | Rev. Francisco da Silva Neto | 1962            |
| 5º  | Rev. Milton Othon de Albuquerque Leitão                                                                                         | 1962-1965       |
| 6º  | Rev. Sebastião Bittencourt dos Passos                                                                                           | 1966-1970       |
| 7º  | Rev. Guilherme Ataualpa de Montezuma Breder                                                                                     | 1971-1974       |
|     | Sem pastor, a direção da igreja é assumida pelo Conselho; Sacramentos realizados por outros pastores enviados pelo Presbitério. | 1975            |
| 8º  | Rev. Milton Othon de Albuquerque Leitão                                                                                         | 1976            |
| 9º  | Rev. Jaques Anibal Ribeiro Brinco                                                                                               | 1981-1985       |
|     | Rev. Francisco da Silva Neto |                 |
| 10º | Rev. Isaías Moreira da Silva | 1986            |
| 11º | Rev. José Vicente de Lima Filho                                                                                                 | 1987-1991       |
| 12º | Rev. Honório Theodoro Neto | 1992-1996       |
| 13º | Rev. José Vicente de Lima Filho (ora Pastor Emérito)                                                                            | 1997-2012       |
| 14º | Rev. Epaminondas Lopes da Silva                                                                                                 | 2013-atualidade |

## Comemorações
O Presbítero Joel Ribeiro Brinco, que esteve presente na PIPBVV desde 1948, juntamente com sua família, tendo sido irmão do Rev. Jaques Anibal Ribeiro Brinco, presenteou a PIPBVV com o livro "Igreja Presbiteriana de Vila Velha: 50 anos de história" (2003), em razão do quinquenário da igreja, em 2004.